# Trądzik niemowlęcy
Trądzik niemowlęcy (łac. acne neonatorum) – bezbolesna dolegliwość skóry, występująca w pierwszych miesiącach życia dziecka. Trądzik niemowlęcy występuje rzadko i jest mylony ze skazą alergiczną. Czas trwania to zazwyczaj kilka dni do kilku tygodni. Przyczyna powstawania trądziku niemowlęcego nie jest do końca znana, ale uważa się, że matczyne androgeny mogą się przyczyniać do jego powstania. Charakteryzuje się on pojawieniem się w okolicach twarzy, szyi, czoła małych krostek, które przypominają potówki i które mogą zamienić się w czerwone plamki. W miejscach ogrzanych (np. na policzku, na którym dziecko śpi) trądzik jest bardziej widoczny, krostki robią się czerwone. Podczas ochładzania zaś (np. na spacerze) krostki przybierają kolor skóry i wydaje się, że trądzik zanika.
Trądzik niemowlęcy ustępuje samoistnie.

## Leczenie
Ponieważ nie są znane przyczyny powstawania trądziku niemowlęcego, nie ma konkretnego lekarstwa na tę dolegliwość. Zaleca się mycie skóry tzw. emolientami. Nie wolno myć zwykłym mydłem, ani rumiankiem. Jeśli nie ma poprawy po paru dniach lub gdy trądzik występuje u niemowlęcia powyżej 4 miesiąca życia, należy udać się do lekarza.